# Wasted Love
Wasted Love är en låt framförd av den österrikiska sångaren JJ. Låten, som är skriven av JJ tillsammans med Teodora Špirić och Thomas Turner, representerade Österrike i Eurovision Song Contest 2025 i Basel i Schweiz. Den slutade på första plats och innebar Österrikes tredje vinst i tävlingen.